# American Journal of Physics
The American Journal of Physics (Американський журнал фізики) — щомісячний рецензований науковий журнал, що видається Американською асоціацією вчителів фізики та Американським інститутом фізики. Головний редактор — Бет Паркс з Колгейтського університету .

## Цілі та сфера діяльності
У центрі уваги цього журналу — фізика на рівні бакалаврату та магістратури. Очікувана аудиторія — викладачі фізики у коледжах та університетах. Охоплене коло питань включає поточні дослідження у галузі фізики, навчальне лабораторне обладнання, лабораторні демонстрації, методики навчання, списки ресурсів та рецензії на книги. Крім того, розглядаються історичні, філософські та культурні аспекти фізики.

## Історична довідка
Попередня назва цього журналу була American Physics Teacher (том 1, лютий 1933 року, ISSN 0096-0322). Періодичність виходу: у 1933-1936 роках — щоквартально, у 1937-1939 роках — раз на два місяці. В грудні 1939 року завершився випуск 7-го тому, а у лютому 1940 року журнал отримав свою теперішню назву. Згідно зі звітами Clarivate про цитування журналів за 2021 рік, імпакт-фактор цього журналу у 2020 році становив 1,022.

## Анотування та індексація
Журнал індексується у таких базах даних:
- Abstract Bulletin of the Institute of Paper Chemistry (PAPERCHEM in 1969)[8]
- Applied Science &amp; Technology Index (H.W. Wilson Company)
- Chemical Abstracts
- Computer &amp; Control Abstracts
- Current Index to Journals in Education (CSA Illumina — ERIC database)
- Current Physics Index
- Electrical &amp; Electronics Abstracts
- Energy Research Abstracts
- General Science Index (H.W. Wilson Company)
- International Aerospace Abstracts
- Mathematical Reviews
- Physics Abstracts. Science Abstracts. Series A
- SPIN